# جيمي سوليفان
جيمي سوليفان (بالإنجليزية: Jimmy Sullivan)‏ هو لاعب كرة قدم أسترالية أسترالي، ولد في 8 أبريل 1896 في ماريبوروه في أستراليا، وتوفي في 1 مايو 1983.

## وصلات خارجية
- جيمي سوليفان على موقع AustralianFootball.com (الإنجليزية)
- جيمي سوليفان على موقع AFLtables.com (الإنجليزية)